# Alexis Granowsky
Pour les articles homonymes, voir Granovski.
Alexis Granovsky-Asarch dit Alexis Granowsky (en russe : Алексей Михайлович Грановский, Alexeï Mikhaïlovitch Granovski), né le 11 novembre 1890 à Moscou et mort le 11 mars 1937  à Paris (16e), est un metteur en scène de théâtre et réalisateur russe puis soviétique immigré en France.
Il fut également ponctuellement scénariste et producteur.

## Parcours
Après avoir travaillé à Munich avec Max Reinhardt, Granovsky fonde à Petrograd, en 1919, le Studio-théâtre juif (Еврейскую театральную студию), qui devient en 1920 à Moscou, le Kammerthéâtre juif (Государственный еврейский камерный театр), où il travaille avec Meyerhold. Il réalise son premier film Le Bonheur juif, d'après Cholem Aleikhem, en 1925 en Union soviétique.
En 1928, il arrive en Allemagne où il tourne deux films. En 1932, lorsqu'il quitte l'Allemagne, il ne retourne pas en Russie et s'installe en France.
Granowsky meurt d'une crise cardiaque à l'âge de 46 ans, au lendemain de la disparition de son compatriote l'écrivain Ievgueni Zamiatine, tous deux morts dans le 16e arrondissement de Paris. Il est inhumé trois jours plus tard au cimetière parisien de Bagneux.

## Filmographie
Réalisateur
- 1925 : Le Bonheur juif (Еврейское счастье (Evrejskoe sčast'e)), film muet avec Solomon Mikhoels dans le rôle de Menakhem Mendel, I. Rogaler, S.Epstein, T.Hazak [6]
- 1931 : Das Lied vom Leben
- 1931 : Les Treize Malles de monsieur O. F. (Die Koffer des Herrn O. F)
- 1933 : Les Aventures du roi Pausole (version française)
- 1933 : The Merry Monarch (version anglaise)
- 1933 : Die Abenteuer des Königs Pausole (version autrichienne)
- 1934 : Les Nuits moscovites
- 1936 : Tarass Boulba

Scénariste
- 1931 : Les Treize Malles de monsieur O. F. (Die Koffer des Herrn O. F)

Producteur
- 1934 : Les Nuits moscovites